# CeWe Color
CEWE er et europæisk fotolaboratorium, som på årsbasis tager sig af at fremstille over 3 milliarder farvebilleder, og digitalisere analoge billeder via 11 fotolaboratorier. CEWE havde i 2009 ca. 3.000 medarbejdere.

## CEWE Nordic
CEWE Nordic er CEWEs nordiske salgsorganisation, som varetager salg, support og udvikling samt har kontakten til nordiske handelspartnere. Udover Danmark, repræsenterer CEWE Nordic Sverige, Norge, Finland, Island og Færøerne.